# Attaque d'Anvers
Pour les articles homonymes, voir Siège d'Anvers.
Guerre de Quatre-Vingts Ans
Batailles
- Chronologie de la guerre de Quatre-Vingts Ans
- Valenciennes
- Austruweel
- Rheindalen
- Heiligerlee
- Jemmingen
- Jodoigne
- Brielle
- 1er Flessingue
- Malines
- Goes
- Mons
- Haarlem
- 2e Flessingue
- Borsele
- Zuiderzee
- Alkmaar
- Leyde
- Reimerswaal
- Mook
- Lillo
- Zierikzee
- 1er Anvers
- 1er Bréda
- Gembloux
- Rijmenam
- 1er Deventer
- Maastricht
- 2e Bréda
- Açores
- 2e Anvers
- 3e Anvers
- Boksum
- Zutphen
- 1er Berg-op-Zoom
- Gravelines
- 3e Bréda
- 2e Deventer
- Groningue
- Huy
- 1er Groenlo1
- 2e Groenlo
- Turnhout
- Nieuport
- Ostende
- L'Écluse
- 3e Groenlo
- Saint-Vincent
- Gibraltar
- Saint-Vincent (1621)
- 2e Berg-op-Zoom
- 4e Bréda
- 4e Groenlo
- Matanzas
- Bois-le-Duc
- Abrolhos
- Slaak
- Maastricht
- 5e Bréda
- Cabañas
- Calloo
- Les Downs
- Saint-Vincent (1641)
- Hulst
- Cavite

L'attaque d'Anvers, en néerlandais Franse Furie (« furie française »), a lieu le 17 janvier 1583 au début de la guerre de Quatre-Vingts Ans (1568-1648), c'est-à-dire l'insurrection des Pays-Bas espagnols contre leur souverain Philippe II, sous la direction du prince Guillaume d'Orange, dit « le Taciturne ».
L'attaque d'Anvers n'oppose cependant pas les habitants d'Anvers aux Espagnols, mais aux troupes françaises du duc François d'Anjou (frère du roi de France Henri III), désigné en 1581 par les États généraux des provinces insurgées (les Provinces-Unies) comme souverain des Pays-Bas à la place de Philippe II.
Couronné duc de Brabant en février 1582, François d'Anjou ne se satisfait pourtant pas de la situation qui lui est faite dans les Provinces-Unies et tente au début de 1583 un coup de force en s'emparant militairement d'Anvers, la principale ville tenue par les insurgés, dirigée par une municipalité calviniste qui a établi en 1578 la « république d'Anvers ». C'est un échec, qui n'aboutit cependant pas à la déchéance de François par les États généraux.
Pour les habitants d'Anvers, c'est la seconde « furie » de la guerre d'indépendance, après celle que leur ont fait subir les troupes espagnoles mutinées en novembre 1576, le sac d'Anvers.

## Contexte

### Les Pays-Bas de Charles Quint à Philippe II
Les dix-sept provinces des Pays-Bas sont un des héritages de Charles Quint, venu du duc de Bourgogne Charles le Téméraire. En 1549, Charles, qui est aussi roi d'Espagne et qui a été élu empereur en 1519, redéfinit le statut des Pays-Bas par la Pragmatique Sanction, qui en fait une entité séparée du Saint Empire, devant revenir à son fils Philippe, futur roi d'Espagne.
En 1555, date de l'abdication de Charles Quint, Philippe II reçoit la couronne d'Espagne et les dix-sept provinces (ainsi que la Franche-Comté). Philippe II est représenté dans chaque province (non pas en tant que roi d'Espagne, mais en tant que comte de Flandre dans le comté de Flandre, duc de Brabant dans le duché de Brabant, etc.) par un gouverneur (stathouder) et au niveau de l'ensemble par un gouverneur général, assisté par le Conseil d'État. Chaque province a une représentation (les états provinciaux), mais il existe aussi des états généraux des Pays-Bas.

### Les débuts de la guerre d'indépendance (1566-1578)
Les tensions, politiques (rôle de la noblesse locale) et religieuses (problème du protestantisme), entre les élites néerlandaises et Philippe II aboutissent en 1566 à une crise et au début de la « révolte des Gueux », qui, en 1568, se transforme en guerre lorsque le prince Guillaume d'Orange, membre du Conseil d'État et leader de la noblesse, lance une offensive contre l'armée du duc d'Albe, gouverneur général depuis 1567.
Cette offensive échoue, mais la guerre reprend en 1572 (prise de Brielle) et cette fois, l'insurrection s'installe solidement dans les provinces du nord, notamment la Hollande et la Zélande. Le duc d'Albe est remplacé en 1573.
En novembre 1576, a lieu le sac d'Anvers par les troupes espagnoles, ce qui provoque la signature par l'ensemble des provinces d'un traité, la pacification de Gand, visant à surmonter les différends entre catholiques et protestants. Mais cette unité se brise au cours des années suivantes, sous le gouvernorat d'Alexandre Farnèse, petit-fils de Charles Quint.
En 1578, les calvinistes d'Anvers prennent le contrôle de la municipalité et établissent ce qu'on appelle la république d'Anvers.

### La déchéance de Philippe II et l'avènement de François d'Anjou
L'union d'Arras, du 6 janvier 1579, rassemble le comté d'Artois, le Cambrésis, le comté de Hainaut et la ville de Douai, qui abandonnent le camp de la rébellion, reconnaissent la souveraineté de Philippe II et proclament le catholicisme comme leur seule religion.
Le 20 janvier 1579, les provinces insurgées répliquent en se regroupant dans l'union d'Utrecht, formant les Provinces-Unies des Pays-Bas. Guillaume d'Orange, leader de l'insurrection, et les États généraux des Provinces-Unies cherchent alors un successeur à Philippe. Après l'échec des négociations avec Matthias de Habsbourg, ils arrivent à un accord avec François d'Anjou, frère du roi Henri III.
En septembre 1580 est signé le traité de Plessis-lès-Tours, par lequel les États généraux se déclarent prêts à accepter François d'Anjou comme roi. Mais il s'agirait d'une monarchie constitutionnelle, le duc d'Anjou devrait se contenter d'être une figure représentative, tandis que le pouvoir réel demeurerait dans les mains des États généraux.
Le 26 juillet 1581, les États généraux votent la déchéance de Philippe comme souverain des Pays-Bas (acte de La Haye). En février 1582, François d'Anjou est couronné duc de Brabant dans la cathédrale d'Anvers, prenant officiellement la place de Philippe II comme souverain des Pays-Bas au nom des États généraux. De fait, son pouvoir n'est reconnu que par les membres de l'union d'Utrecht.

### François d'Anjou prince des Pays-Bas
Le duc d'Anjou a été choisi par les États généraux et par Guillaume d'Orange en tant que prince français de haut rang, catholique modéré, hostile au parti des ultra-catholiques des Guise, ami du roi Henri de Navarre, qui est le chef du parti protestant.
Mais, aux Provinces-Unies, François se trouve dans une situation différente de celle de la France des guerres de religion : le protestantisme est prédominant, de façon excessive selon lui. Par ailleurs, il est en désaccord avec les limitations que le traité lui impose. Enfin il subit le fait que le véritable chef est Guillaume d'Orange.
Plutôt que de s'adapter, il va tenter d'imposer son autorité par la force, en se rendant maître de diverses cités des Flandres et du Brabant, à commencer par Anvers, à ce moment la principale ville détenue par les insurgés.

## L'attaque d'Anvers

### Préparatifs

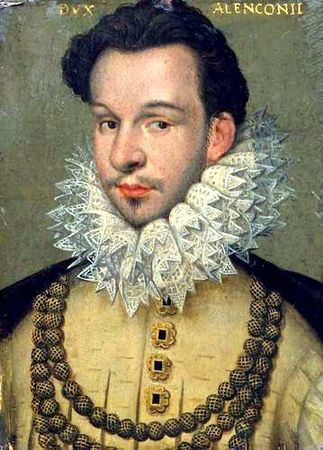
François duc d'Anjou.

Faisant partie du plan qui consistait à faire pénétrer les forces du duc d'Anjou à l'intérieur de plusieurs cités de la zone, le 15 janvier, la garnison française de Dunkerque profita d'un affrontement mineur entre ses troupes et les habitants, pour s'assurer militairement de la place. Ils procédèrent de la même manière à Ostende, Dixmude, Termonde, Alost et Vilvorde. À Bruges, à cause d'un retard dans la mise en exécution des plans, les chefs français furent arrêtés par les autorités néerlandaises, averties de ce qui s'était passé dans les autres cités.
Ayant l'intention de prendre aussi Anvers, capitale du Brabant et résidence de Guillaume d'Orange, ayant comme bourgmestre Philippe de Marnix, le 16 janvier, le duc d'Anjou amena ses troupes à Borgerhout, près d'Anvers, sous le prétexte de préparer une attaque contre Eindhoven.
Méfiant des intentions françaises, Guillaume d'Orange demanda à François d'Anjou la raison de la présence de ses troupes près d'Anvers ; Anjou répondit en garantissant sa fidélité aux Provinces-Unies et en s'engageant de ne pas introduire de troupes dans la cité.

### Attaque de la ville
Le 17 janvier à midi, 300 soldats de la cavalerie d'Anjou s'approchèrent de la porte d'Anvers, en feignant d'accompagner un homme blessé et sollicitant d'entrer dans la cité pour le soigner. Après avoir abattu les soldats qui défendaient la porte, ils entrèrent dans la cité, en donnant l'accès au reste de l'armée, qui les suivait avec 3 000 mousquetaires et 600 hommes à cheval, commandés par le Antoine de Silly, comte de la La Rochepot.
La faible garnison qui défendait Anvers fut rapidement submergée par les assaillants, qui se dispersèrent aussitôt dans les rues pour mettre la ville à sac. Les citoyens d'Anvers fermèrent les portes de la cité et improvisèrent une défense désespérée ; durant une heure, avantagés par la dispersion des forces françaises dans les rues étroites, ils engagèrent des combats au corps à corps dans toute la ville. Ces affrontements causèrent la mort d'environ 1 500 soldats français, et 500 autres furent faits prisonniers — notamment Jean Bodin, ambassadeur du duc d'Anjou, qui a fait le récit de cette attaque —, alors que les pertes parmi les habitants sont estimées à un peu plus de 100.

### Retrait du duc d'Anjou

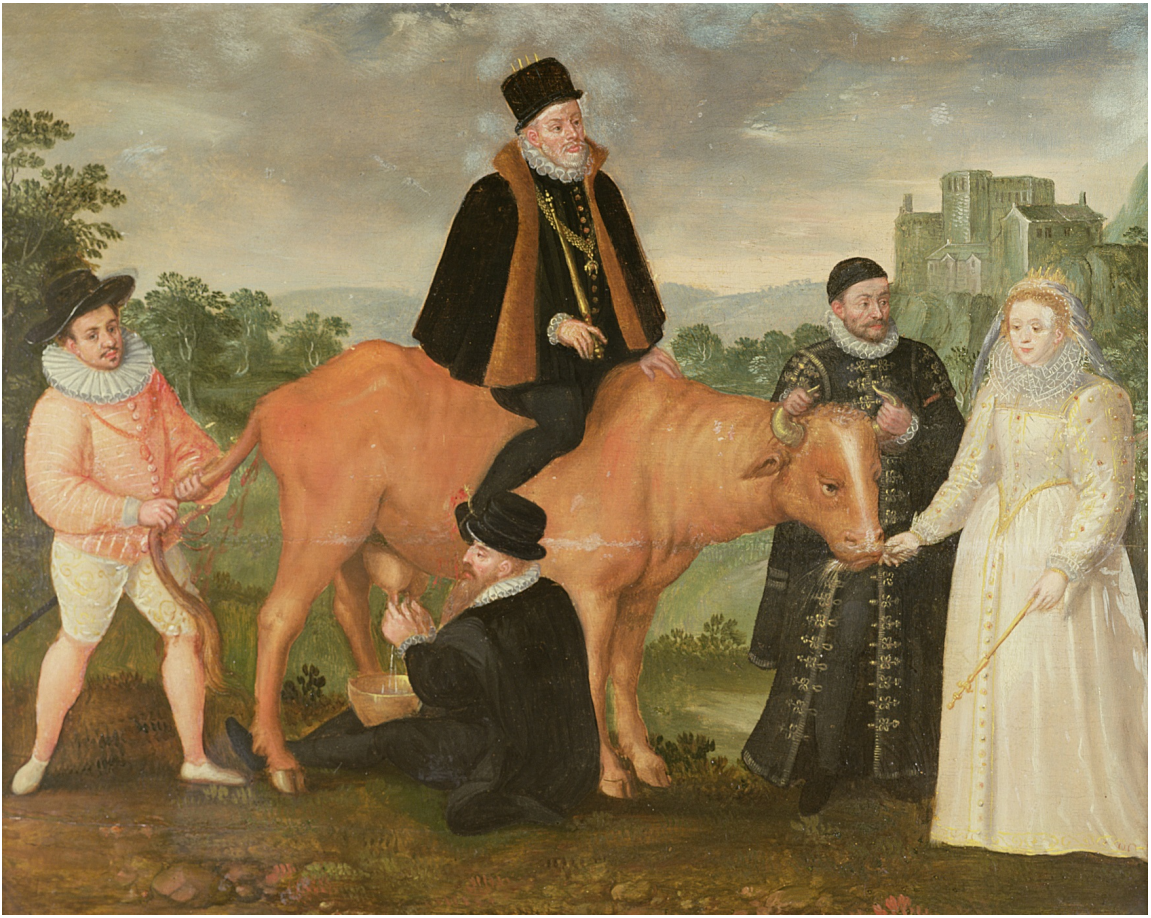
Tableau satirique peint vers 1585 : la vache représente les provinces des Pays-Bas. Philippe II essaie de la diriger ; ses éperons labourent les flancs. Guillaume d'Orange retient la vache par les cornes et Élisabeth Ire lui donne à manger. La vache défèque sur le duc d'Anjou qui lui soulève la queue.

Après la déroute, le duc d'Anjou se retira avec le reste de ses troupes vers Termonde ; sa route s'est vue interrompue par la rupture intentionnelle d'une digue à Malines, causant une inondation au passage des Français, et qui provoqua environ 1 000 morts parmi eux. Continuant vers le sud, ils arrivèrent à Mons, où ils stationnèrent.
Cette attaque est connue dans la littérature anglo-saxonne comme la furie française, en souvenir de la furie espagnole de 1576, lors de laquelle les tercios espagnols mirent à sac la cité, tuant plusieurs milliers de citoyens.

## Conversations
Depuis Mons, le duc d'Anjou engagea une correspondance avec Guillaume d'Orange et avec les autorités d'Anvers, dans laquelle il justifiait son désir de contrôler Anvers par les offenses que lui infligeaient les États généraux qui voulaient limiter son autorité ; il réaffirmait sa fidélité à la cause néerlandaise et attribuait les événements à une insubordination de ses troupes.
| Alexandre Farnèse, gouverneur des Pays-Bas espagnols, essaya de profiter de la situation à son bénéfice, proposant au duc d'Anjou une alliance avec le parti espagnol. Les demandes démesurées du duc d'Anjou, qui voulut rester maître de plusieurs cités de la frontière franco-néerlandaise en échange de la remise des places sous commandement français, empêchèrent un accord. |

La mainmise simultanée du duc d'Anjou sur toutes les places ayant des garnisons françaises, l'interception de la correspondance avec son frère le roi de France et la découverte des pourparlers avec Farnèse montrèrent clairement la duplicité du duc d'Anjou à l'égard des Provinces-Unies, mais la situation de ces dernières dans la guerre contre l'Espagne n'était pas assez solide pour rompre les accords avec les Français : sans l'appui du duc d'Anjou, et par conséquent celui de la France, les Provinces-Unies ne seraient pas capables de contenir l'avancée des tercios espagnols d'Alexandre Farnèse. Guillaume d'Orange leur conseilla d'essayer de se réconcilier avec le duc, voyant dans cette stratégie l'unique manière de maintenir leur indépendance à l'égard de l'Espagne. Dans les derniers jours du mois de mars 1583, le duc d'Anjou et les États généraux établirent un accord provisoire selon lequel : 
- Les soldats français faits prisonniers durant l'attaque seraient libérés ;
- On rendrait les propriétés du duc d'Anjou à Anvers ;
- On remettrait au duc d'Anjou 90 000 florins[8] pour le paiement de l'arriéré des soldes des troupes françaises ;
- Le duc d'Anjou devrait réactualiser les conditions du traité de Plessis-lès-Tours ;
- Les troupes françaises devraient jurer fidélité aux États généraux ;
- Les places prises par les forces françaises seraient rendues ;
- Le duc d'Anjou devrait se retirer à Dunkerque avec ses troupes jusqu'à la conclusion définitive de l'accord.

## Conséquences

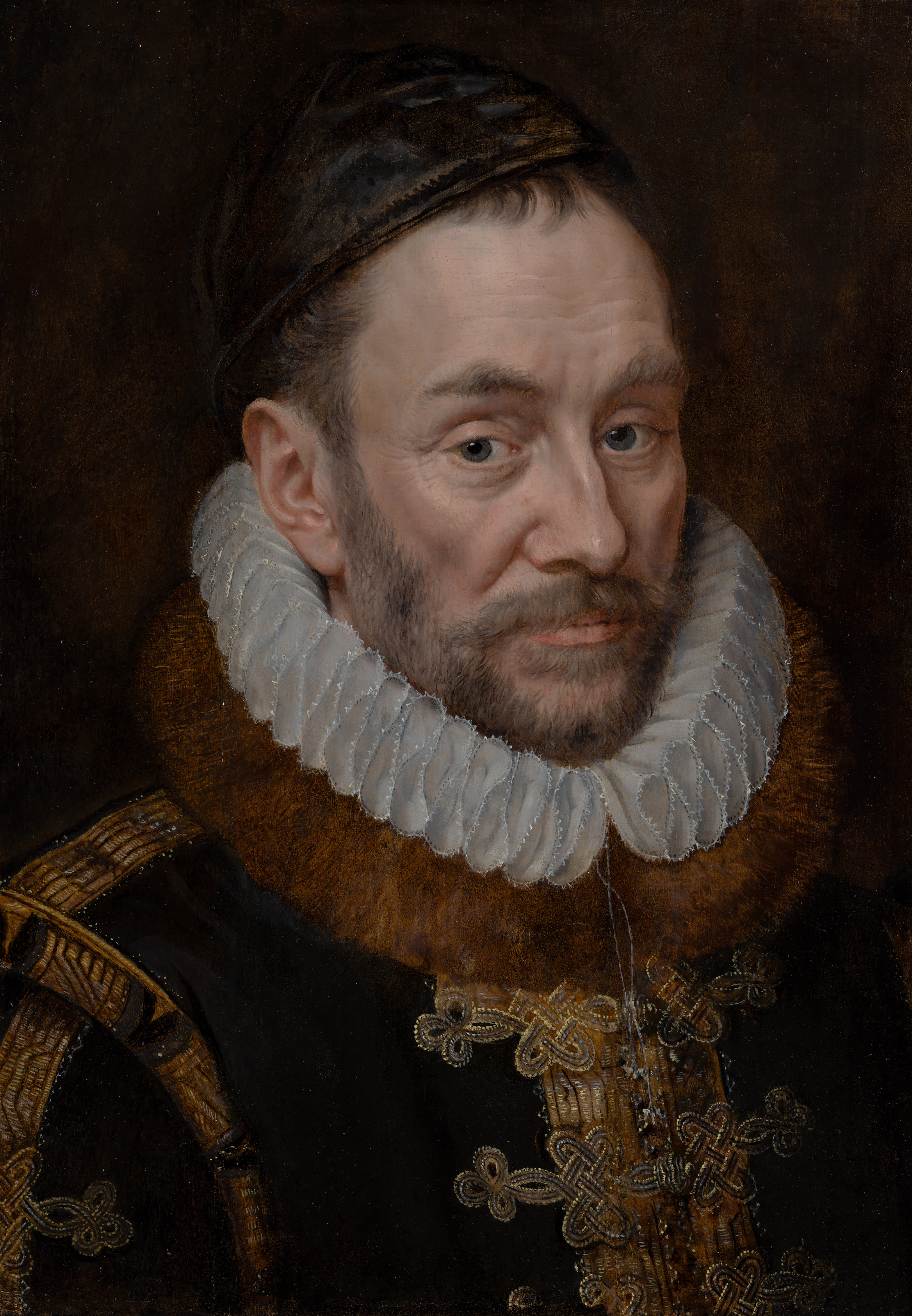
Guillaume d'Orange.

Le commandement des troupes françaises passa au maréchal de Biron. Ce dernier s'empara de Gouda, et repoussa les Espagnols à Roosendaal, mais bientôt Alexandre Farnèse conquit Eindhoven, Diest, Westerlo, Gand et Bruges dans une avance rapide. Le duc d'Anjou tomba malade à Dunkerque et, devant la proximité de l'armée espagnole, revint en France. Farnèse continua sa marche, prenant Dunkerque, Nieuport, Dixmude et Menin.
Guillaume d'Orange fit fortifier Anvers. Son appui au duc d'Anjou et son mariage en avril avec Louise de Coligny, fille du chef des huguenots français Gaspard de Coligny, éveillèrent l'hostilité de la cité. Rejeté par les Anversois et craignant pour sa sécurité, le 27 juillet, il se retira en Zélande, province dont il était stathouder et où il comptait de nombreux partisans. En dépit de ses tentatives pour maintenir les appuis français du côté néerlandais, l'opposition des États généraux et celle de la population finirent par obtenir l'expulsion des troupes françaises : le 27 août, elles embarquèrent à Biervliet (Zélande) pour se retirer définitivement en France.
François d'Anjou mourut en France en juin 1584. Guillaume d'Orange fut assassiné par Balthazar Gérard le mois suivant. Le retrait français facilita l'avancée des tercios d'Alexandre Farnèse qui capturèrent sans difficultés, au cours de cette année, les territoires le long de l'Escaut ; Zutphen et d'autres cités de Gueldre furent prises en septembre grâce au changement de camp de Guillaume van der Bergh, qui les remit aux Espagnols.
En juillet 1584, les tercios assiégèrent Anvers, obtenant la reddition de la cité en août 1585.

## Sources
- (es) Cet article est partiellement ou en totalité issu de l’article de Wikipédia en espagnol intitulé « Ataque a Amberes » (voir la liste des auteurs).